# Camoapa
Camoapa är en kommun (municipio) i Nicaragua med 38 758 invånare (2012). Den ligger i den bergiga centrala delen av landet i departementet Boaco. Camoapa är tillsammans med Boaco landets centrum för boskapsskötsel.

## Geografi
Camoapa gränsar till kommunerna Boaco, Matiguás och Paiwas i norr, El Ayote och La Libertad i öster, San Francisco de Cuapa och Comalapa i söder, samt San Lorenzo i väster.

## Historia
Camoapa är ett gammalt indiansamhälle som spanjorerna 1568 inkorporerade i Corrigimiento de Sébaco y Chontales. År 1685 hade Camoapa 81 invånare, alla indianer. Camoapa fick sin officiella kungliga titel 1735, blev upphöjd till rangen av villa år 1895, och fick sina stadsrättigheter 1926.

## Utbildning
Det nationella jordbruksuniversitetet, Universidad Nacional Agraria, har en filial i Camoapa, 4 kilometer öster om centralorten.

## Kända personer från Camoapa
- Hernán Robleto Huete (1892-1969), författare, dramatiker, journalist[9]